# Rosy Bindi
Rosaria Bindi, detta Rosy (Sinalunga, 12 febbraio 1951), è un'ex politica italiana.
Ha ricoperto l'incarico di ministro della sanità dal 1996 al 2000 e quello di ministro per le politiche per la famiglia dal 2006 al 2008; è stata vicepresidente della Camera dei deputati dal 2008 al 2013, presidente del Partito Democratico dal 2009 al 2013 e presidente della Commissione parlamentare antimafia dal 2013 al 2018.

## Biografia
Militante dell'Azione Cattolica, si diploma in ragioneria nel 1969. In seguito manifesta l'intenzione di iscriversi a Sociologia presso l'Università degli Studi di Trento, facoltà e ateneo fortemente politicizzati a sinistra. Ottiene però il veto del padre Pietro, democristiano, che teme divenga comunista e la iscrive, quindi, a Scienze politiche all'Università Internazionale Pro Deo di Roma (futura LUISS). Nel 1974 si laurea con Vittorio Bachelet, già conosciuto nell'ambito dell'Azione Cattolica, il quale la richiede come assistente. Nel 1977 segue il suo professore alla Sapienza - Università di Roma, divenendo ricercatrice in Diritto amministrativo. Il 12 febbraio 1980, giorno del suo ventinovesimo compleanno, è accanto a Bachelet nel momento del suo assassinio da parte delle Brigate Rosse.
Rosy Bindi diviene poi ricercatrice presso la Facoltà di Giurisprudenza dell'Università degli Studi di Siena.
Lungamente impegnata nell'Azione Cattolica, dopo la militanza nel settore giovanile, ne è stata vicepresidente nazionale dal 1984 al 1989.

### Vita privata
È nubile.

## Attività politica

### Gli inizi nella DC e nel PPI

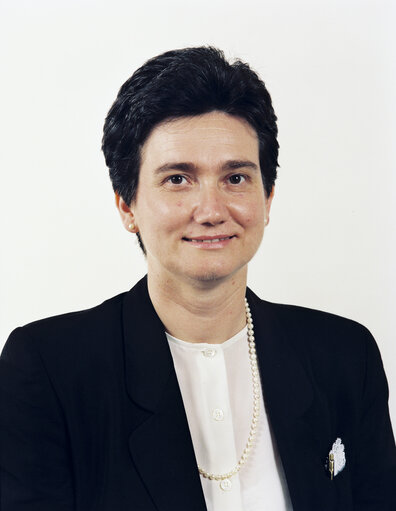
Rosy Bindi nel 1989

Nel 1989 Rosy Bindi incomincia la sua carriera politica iscrivendosi alla Democrazia Cristiana: in quell'anno si candida alle elezioni europee con il partito scudocrociato nella circoscrizione Nord-Est ottenendo 211 000 preferenze e viene eletta. A Strasburgo ricopre l'incarico di vicepresidente della Commissione cooperazione e sviluppo e, successivamente, di presidente della Commissione petizioni e diritti dei cittadini.
Dopo la fine della DC, aderisce al Partito Popolare Italiano del quale è segretario di partito nel Veneto con cui diviene deputato nazionale nel 1994 ed è favorevole alla nascita della coalizione di centro-sinistra, denominata L'Ulivo, che ha come leader Romano Prodi.

#### Ministro della Sanità

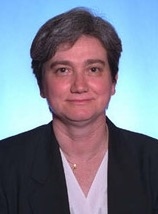
Rosy Bindi nel 1996.

Dopo la vittoria di Romano Prodi e de L'Ulivo alle elezioni politiche del 1996, Bindi viene nominata ministro della sanità, incarico che mantiene per circa quattro anni (riconfermato, dopo il Governo Prodi I, anche dal primo e secondo governo D'Alema): in questa veste, con il decreto legislativo 229, vara nel 1999 la riforma del Servizio Sanitario Nazionale.
La riforma della sanità
Con il decreto legislativo 229 del 1999, meglio noto come riforma Bindi, vengono corrette le distorsioni introdotte dai decreti De Lorenzo, a cominciare da una più stringente regolamentazione dei rapporti tra pubblico e privato, sia per le strutture con l’accreditamento che per i professionisti, con l’introduzione del principio di esclusività di rapporto con SSN. Viene anche ridisegnata e valorizzata la medicina del territorio, con l’integrazione socio sanitaria e una nuova organizzazione del Distretto. Sono poi delineati, prima della riforma del Titolo V della Costituzione, nuovi rapporti tra Regioni, Comuni e Ministero e tra SSN e Università. L’attuazione della riforma sarà al centro della prima Conferenza Nazione della Sanità dal 24 al 26 novembre 1999. Con il cambio di governo nell’aprile del 2000 e il successivo governo Berlusconi del 2001 i principali decreti attuativi della riforma verranno accantonati o profondamente modificati.
Nel corso del suo mandato sono anche definitivamente chiusi gli ospedali psichiatrici e viene finanziato con risorse aggiuntive il Progetto obiettivo "Tutela salute mentale 1998-2000". Viene anche riformulato il parere, espresso nell’aprile del ‘96 dal Consiglio Superiore di Sanità nominato dal ministro Guzzanti e presieduto da Luigi Frati, sulla terapia elettroconvulsivante. Il nuovo documento si configura come vere e proprie linee guida, frutto delle conclusioni di un gruppo di lavoro formato dagli psichiatri Losavio, Giusto, Orsini, Pasquini, Pastore, Scapicchio, "restringe notevolmente il campo di applicazione, definisce le controindicazioni, afferma la necessità del consenso informato, richiede il monitoraggio e il controllo da parte delle regioni".

### Dal PPI alla Margherita
Alle successive elezioni politiche del 2001 viene rieletta alla Camera dei deputati per la terza volta nel collegio uninominale di Cortona (Toscana). Aderisce al gruppo della Margherita ed è componente della Commissione affari sociali.
All'interno della Margherita (di cui, dopo essere entrata nell'esecutivo nazionale, è responsabile delle politiche sociali e della salute) è sempre stata vicina a Romano Prodi, senza mai aderire, però, alla corrente di minoranza di Arturo Parisi. In occasione dell'assemblea nazionale del partito in cui si doveva decidere l'adesione alla lista unitaria de L'Ulivo per le politiche 2006, Bindi aderì al gruppo di Pierluigi Castagnetti (detto dei «pontieri»). Con l'assemblea di Chianciano Terme dell'associazione I Popolari, si schierò con l'omonima corrente interna, seppur su posizioni d'autonomia.

#### Ministro per le politiche per la famiglia
Rieletta alla Camera dopo le elezioni politiche del 2006 nella circoscrizione della Toscana dopo essersi candidata anche in Veneto e nella provincia di Torino, è stata nominata nel secondo governo Prodi, ministro per le politiche per la famiglia.
Il nome di Rosy Bindi è legato al disegno di legge sui DICO, i diritti e doveri delle convivenze, per il quale ha ricevuto aspre critiche da parte del mondo ecclesiale e da alcune associazioni cattoliche, ma anche da diverse sigle del movimento omosessuale italiano che lo ritenevano estremamente blando. Ma il suo mandato fu, tra l'altro, anche quello della 1ª Conferenza Nazionale della Famiglia (Firenze, 24-26 maggio 2007) a cui intervengono il presidente della Repubblica Giorgio Napolitano e il presidente del consiglio Romano Prodi; della prima edizione del Premio Amico della Famiglia; con un disegno di legge approvato dal Consiglio dei ministri il 16 marzo 2007 il ministro Bindi promuove le modifiche al diritto civile in materia di filiazione per eliminare ogni discriminazione, anche lessicale, tra figli cosiddetti “naturali” e figli cosiddetti “legittimi”; il disegno di legge sarà però approvato solo nella successiva legislatura.

### Nel Partito Democratico
Da sempre favorevole alla formazione di un nuovo soggetto politico che raccolga le diverse anime riformiste presenti all'interno dello schieramento di centro-sinistra, è tra le più accese promotrici della nascita del Partito Democratico del quale, dal 23 maggio 2007, è uno dei 45 membri del Comitato promotore nazionale che riunisce i leader delle componenti del futuro PD.
Il 16 luglio del 2007 annuncia la sua candidatura alle elezioni primarie che stabiliranno il leader del PD. Raccoglie il sostegno di diverse personalità e gruppi come Arturo Parisi, Nando dalla Chiesa, Roberto Zaccaria e buona parte della componente ulivista della Margherita, l'associazione Liberalitalia di Gregorio Gitti, il Partito Democratico Meridionale di Agazio Loiero e Pietro Fuda, i Socialisti Liberal per il Partito Democratico di Claudio Nicolini, diverse donne del centrosinistra tra cui Franca Chiaromonte, Anna Maria Carloni, Anna Maria Guidotti, Albertina Soliani, varie personalità del mondo amministrativo e della cultura (Massimo Toschi, assessore della Regione Toscana, esperto di problematiche della pace, Ugo Perone, filosofo, Luciano Guerzoni docente universitario esponente dei cristiano-sociali, Gianfranco Pasquino, Gad Lerner). Hanno dichiarato il loro sostegno anche il cantautore Francesco De Gregori e l'attrice Monica Guerritore. Raccogliendo 453 067 voti (il 12,88%), Bindi si piazza seconda alle spalle di Walter Veltroni, che viene eletto segretario con il 75,82% dei voti.
A seguito della rielezione alle elezioni politiche del 2008, viene eletta vicepresidente della Camera dei deputati.
Alle elezioni primarie del PD 2009 ha sostenuto la candidatura dell'ex ministro dello sviluppo economico Pier Luigi Bersani che è risultato vincitore con il 53% dei voti contro il 34% di Dario Franceschini e il 12% di Ignazio Marino.
Durante la convenzione nazionale tenutasi il 7 novembre 2009 è risultata eletta presidente del Partito Democratico.
Il gruppo di riferimento della Bindi all'interno del PD è "Democratici Davvero".
Il 7 ottobre 2009, durante una telefonata di Silvio Berlusconi alla trasmissione Porta a Porta, dedicata alla bocciatura del lodo Alfano, Bindi ha affermato di ritenere gravissime le affermazioni del presidente del Consiglio, secondo il quale il presidente della Repubblica avrebbe dovuto usare la propria influenza sui giudici della Corte costituzionale affinché passasse il vaglio di costituzionalità. Berlusconi ha quindi citato una battuta comunemente attribuita a Vittorio Sgarbi: «Ravviso che lei è sempre più bella che intelligente», alla quale Bindi ha replicato: «Sono una donna che non è a sua disposizione, e ritengo molto gravi le sue affermazioni».
Il fatto accaduto ha suscitato notevole clamore nel mondo politico, giornalistico, e anche in molte organizzazioni a tutela del ruolo della donna nella società, ricevendo una notevole risonanza anche all'estero. Nei giorni successivi, Berlusconi ha tentato di correggere il tiro, definendola una battuta di largo consumo e spiegando che gli era sfuggita in un momento di delusione.
Tuttavia, c'era già un precedente: l'8 aprile 2003, a Brescia, sostenendo la candidatura a sindaco di Viviana Beccalossi Berlusconi aveva detto della candidata: «È più brava che bella, il contrario di Rosy Bindi».
Inoltre, il 19 luglio 2010, visitando l'Università telematica e-Campus, Berlusconi è ritornato sul tema, lodando la presenza di "belle ragazze laureate con il massimo dei voti, che non assomigliano certo a Rosy Bindi...".
Nel maggio 2012 Luigi Lusi (indagato, e poi arrestato, per aver sottratto milioni di euro dalle casse della Margherita) davanti alla Giunta per le autorizzazioni del Senato ha dichiarato che parte dei soldi sottratti li ha dati anche alla Bindi, oltre che ad altri politici del Partito Democratico (Enrico Letta, Giuseppe Fioroni). Bindi, come gli altri dirigenti coinvolti da Lusi, ha querelato i giornali che hanno riportato le sue affermazioni, dichiarando di non aver mai preso un euro dall'ex tesoriere della Margherita; ad agosto il GIP, respingendo la richiesta di arresti domiciliari avanzata dai legali di Lusi, ha sottolineato anche l'estraneità della Bindi alla vicenda.

#### Presidente della Commissione parlamentare antimafia
Nel dicembre 2012 si candida alle primarie del PD in provincia di Reggio Calabria, indette per eleggere i candidati del partito al Parlamento italiano in vista delle elezioni politiche del 2013; le primarie si sono svolte il 29 dicembre 2012 e la Bindi ha ottenuto il secondo posto su sette candidati in provincia di Reggio Calabria con 7 527 preferenze. L'8 gennaio 2013 la direzione nazionale del partito candida Rosy Bindi alla Camera dei deputati come capolista del PD nella circoscrizione Calabria. Il 24 e 25 febbraio 2013 viene rieletta deputato della Repubblica Italiana.
A marzo 2013, insieme a molti altri colleghi del Parlamento, aderisce al progetto "Riparte il futuro", firmando la petizione che ha lo scopo di revisionare la legge anti-corruzione modificando la norma sullo scambio elettorale politico-mafioso (416 ter) entro i primi cento giorni di attività parlamentare.
Il 19 aprile 2013, a poche ore di distanza dall'esito negativo della quarta votazione, che vede precludere al professore Romano Prodi le porte del Quirinale nella scelta del nuovo presidente della Repubblica, decide spontaneamente di dimettersi dalla carica di Presidente del Partito Democratico.
Il 22 ottobre 2013 Rosy Bindi viene eletta presidente della Commissione parlamentare antimafia ottenendo 25 voti al ballottaggio contro Luigi Gaetti. Proteste immediate si elevano dal centro-destra e in particolare da Carlo Giovanardi, all'epoca senatore del PdL.
La Commissione Antimafia presieduta da Rosy Bindi mostra una produttività notevole: "A poco più di metà legislatura l'Antimafia ha tenuto 143 sedute in plenaria (per un totale di 421 ore), superando per efficienza sia la commissione presieduta dal senatore Donato Pafundi che, nella IV Legislatura, finora prima per attività con 118 sedute, sia quella presieduta dal senatore Giuseppe Pisanu che in tutta la XVI legislatura ne aveva svolte 112. La commissione ha inoltre approvato all'unanimità 6 relazioni (delle quali 5 discusse alla Camera e 4 Senato). Tra queste, quella storica su "Mafia ed informazione", e quelle sui "Beni confiscati", sul "Semestre presidenza italiana Ue" e sui "Testimoni di giustizia". Due sono, invece, le proposte di legge sulla base del lavoro della Commissione, la prima di riforma organica del Codice Antimafia e la seconda sui testimoni di Giustizia. Anche sul piano delle missioni la Commissione è da primato. Sono, infatti, 49 le missioni realizzate, nel corso delle quali sono state svolte audizioni per oltre 200 ore. Per comprendere il dato basti pensare che sulle 26 sedi di Direzioni Distrettuali Antimafia, ben 20 sono state visitate (alcune delle quali più volte).
In riferimento alle vicende di Mafia capitale e all'inchiesta avviata dalla Commissione con una serie di audizioni, il 22 luglio 2015 la presidente Bindi avvia in Commissione Antimafia una prima riflessione sulle problematiche relative alle infiltrazioni mafiose negli enti locali, in cui sottolinea i limiti delle norme sul commissariamento dei consigli comunali e prospetta una "terza via" che, in particolare per gli Enti locali di grandi dimensioni, superi l'alternativa secca tra scioglimento e non scioglimento.

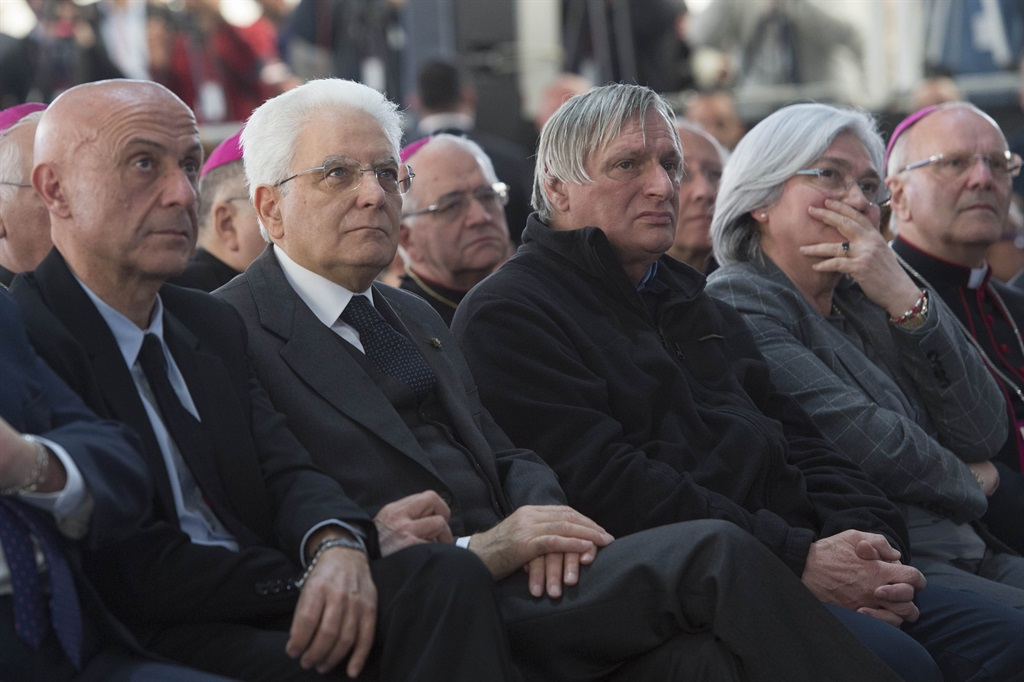
Bindi con Sergio Mattarella, don Luigi Ciotti, Marco Minniti e mons. Nunzio Galantino

Il 24 aprile 2015, nel corso di un'intervista a Otto e mezzo su LA7, dichiara che non si ricandiderà alle prossime elezioni politiche.
Il 29-30 aprile 2015 non ha partecipato ai tre voti di fiducia richiesti sulla nuova legge elettorale detta Italicum e il 4 maggio ha votato contro il provvedimento.
In occasione delle elezioni regionali italiane del 2015 la Commissione Antimafia, sulla base della "Relazione in materia di formazione delle liste delle candidature per le elezioni europee, politiche, regionali, comunali e circoscrizionali" recepita dai due rami del Parlamento, rende nota una lista di candidati con procedimenti penali in atto (che la stampa definirà "degli impresentabili") tra cui il collega di partito Vincenzo De Luca il quale, dopo aver vinto le Elezioni in Campania, va in questura a Salerno e denuncia la Bindi per diffamazione, attentato ai diritti politici costituzionali e abuso d'ufficio. Il 19 gennaio 2016 il Gip del Tribunale di Roma ha archiviato la querela di De Luca contro la Presidente della Commissione Antimafia. Nelle sei pagine di motivazioni si spiega che la Presidente della Commissione Antimafia ha agito con i poteri che le sono stati attribuiti con la legge istitutiva della Commissione: scrive il Gip “non esistevano norme che vietassero l'avvio dell'istruttoria, mentre ne esisteva una – recepita dai due rami del Parlamento – che ciò consentiva e sulle cui basi interpretative ha deliberato e operato l'Ufficio di Presidenza [...] sottoponendo poi le risultanze alla Commissione plenaria”. "È giusto che gli elettori sappiano", ha dichiarato la Presidente Bindi.
Ad aprile del 2017, la Commissione Parlamentare Antimafia invitò la Guardia di Finanza a sequestrare gli elenchi di 35 000 iscritti delle quattro principali obbedienze massoniche italiane. Con una sentenza depositata il 19 dicembre 2024 la Corte europea dei Diritti dell'Uomo ha condannato l'Italia per la perquisizione della sede del Grande Oriente d'Italia e per il sequestro di 39 faldoni di schede relative ai 6 000 iscritti alle Logge del GOI in Sicilia e in Calabria nel marzo 2017 su ordine della Commissione parlamentare antimafia presieduta dall'on. Rosy Bindi (PD). La Corte afferma che la perquisizione e il sequestro costituivano una violazione dell'art. 8 della Convenzione europea dei Diritti dell'Uomo, che protegge il domicilio e la riservatezza, e aggiunge che il provvedimento era sproporzionato, non sussistendo "elementi che avrebbero potuto suffragare un ragionevole sospetto del coinvolgimento dell'Associazione nei fatti oggetto d'indagine". La corte ha condannato lo Stato italiano a versare 9 600 euro per danni non pecuniari e 5 344 euro per spese legali al Grande Oriente d'Italia.

#### L'uscita dal Parlamento
Dopo 24 anni trascorsi ininterrottamente in Parlamento, Rosy Bindi non si ricandida alle elezioni politiche del 2018.
Dal 2018 Bindi è presidente onorario dell’Associazione Salute Diritto Fondamentale, fondata insieme ad esperti di politiche sanitarie, medici, epidemiologi, giuristi, schierata nella difesa della sanità pubblica. L'associazione ha pubblicato diversi documenti sugli effetti nel SSN della pandemia da COVID-19 e i rischi di privatizzazione del servizio pubblico.
Dal 2020 fa parte del Comitato scientifico de lavialibera, la rivista bimestrale di informazione e approfondimento su mafie, corruzione, ambiente e migrazioni diretta da don Luigi Ciotti.
Nell'agosto 2020, a poche settimane dal referendum costituzionale sul taglio del numero di parlamentari legato alla riforma avviata dal governo Conte I guidato dalla Lega assieme al Movimento 5 Stelle e concluso dal governo Conte II guidato dalla coalizione tra M5S e Partito Democratico, la Bindi annuncia il suo voto contrario, in dissidenza con la linea ufficiale del PD e del suo segretario Nicola Zingaretti, schierati per il "Sì".
Il 12 febbraio 2021, giorno del suo 70º compleanno, rilascia un'intervista dove spiega di non riconoscersi più nel PD, partito che lei stessa ha contribuito a fondare, poiché sostiene che non è più il partito che lei sperava, non rinnovando più la tessera.
Dal maggio 2021 fa parte del gruppo di lavoro sulla scomunica alle mafie, costituito in Vaticano presso il Dicastero per il Servizio dello Sviluppo Umano, con l’obiettivo di dare seguito alla scomunica dei mafiosi pronunciata da papa Francesco in Calabria il 21 giugno 2014.
Dal giugno 2021 è docente della Pontificia Università Antonianum e svolge attività di formazione e ricerca sui temi della legalità e del contrasto alle mafie nel corso "analisi e studio dei fenomeni criminali e mafiosi", in collaborazione con il Dipartimento "Liberare Maria dalle mafie" della Pontificia Academia Mariana Internationalis.

## Opere
- Ugo Biggeri, A. Bondi, Luigino Bruni, Rosy Bindi, Francesco Gesualdi, «Don Milani alle radici dell’economia alternativa», a cura di U. Biggeri e S. Siliani, Milano, 2024, Giangiacomo Feltrinelli Editore.
- Rosy Bindi, La salute impaziente, Jaca Book, 2005, ISBN 88-16-40597-X.
- Rosy Bindi, Famiglia, a cura di Vittorio Sammarco, La Scuola, 2007, ISBN 88-350-2137-5.
- Rosy Bindi, Cattolica e democratica, Arnoldo Mondadori Editore, 2007, ISBN 88-04-57376-7.
- Rosy Bindi, Giovanna Casadio, Quel che è di Cesare, Laterza, 2009, ISBN 88-420-9107-3.